# Cartellodes levis
Cartellodes levis là một loài bướm đêm trong họ Geometridae.